# Marie von Sachsen-Weimar-Eisenach

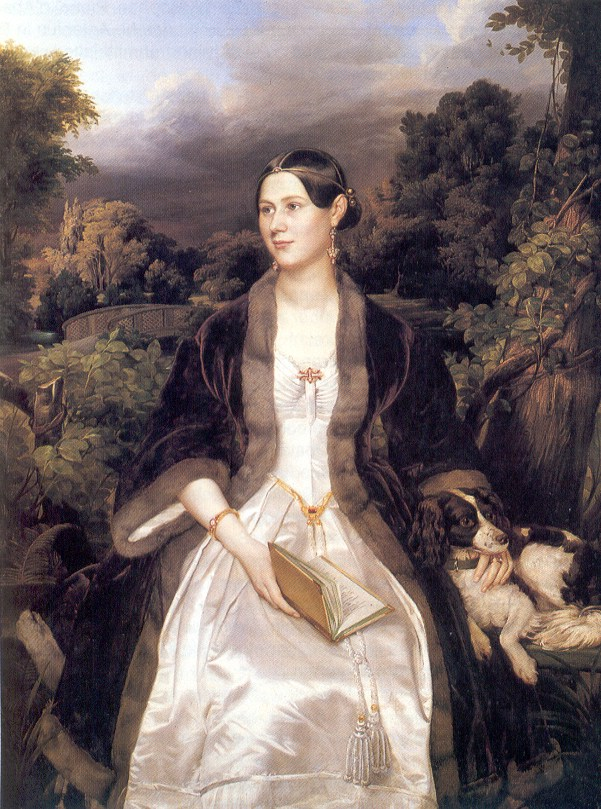
Prinzessin Marie von Preußen im Jahr 1838, Porträt von Julius Schoppe

Prinzessin Marie von Sachsen-Weimar-Eisenach, eigentlich: Maria Luise Alexandrina (* 3. Februar 1808 in Weimar; † 18. Januar 1877 in Berlin) war durch Heirat Prinzessin von Preußen. Ihr Ehemann war Prinz Carl von Preußen, der dritte Sohn von König Friedrich Wilhelm III. von Preußen und Königin Luise.

## Frühe Jahre
Prinzessin Marie war die älteste Tochter des Erbprinzen und späteren Großherzogs Carl Friedrich von Sachsen-Weimar-Eisenach und der Großfürstin Maria Pawlowna Romanowa, einer Schwester Zar Alexanders I. von Russland. Während ihr Vater ein schüchterner Mensch war, dessen bevorzugte Lektüre bis zum Ende seines Lebens Märchen blieben, nannte Johann Wolfgang von Goethe ihre Mutter „eine der besten und bedeutendsten Frauen ihrer Zeit“. Gemeinsam mit ihrer drei Jahre jüngeren Schwester Augusta erhielt Marie eine umfassende Bildung, die darauf ausgerichtet war, später höfische Repräsentationspflichten wahrzunehmen. Eine Erzieherin war die aus Genf stammende Espérance Sylvestre (1790–1842); dazu erhielt sie Unterricht durch Georg Heinrich Nöhden. Dazu gehörte auch Zeichenunterricht, den ihnen die Hofmalerin Louise Seidler erteilte, sowie ein gründlicher Musikunterricht, für den der Hofkapellmeister Johann Nepomuk Hummel zuständig war.
Der Hof in Weimar, an dem Marie aufwuchs, galt als einer der liberalsten; als erstes Land in Deutschland hatte man bereits 1816 eine Landständische Verfassung verabschiedet. Weimar war darüber hinaus dank des weiterwirkenden Einflusses der 1807 verstorbenen Herzogin Anna Amalia von Sachsen-Weimar-Eisenach gegenüber Kunst und Literatur sehr aufgeschlossen. Goethe, dem bis 1817 die Leitung des Weimarer Hoftheaters oblag, blieb auch weiterhin ein gern gesehener Gast am großherzoglichen Hof.
Im Jahr 1815 wurde Maries Großvater Herzog Carl August durch den Wiener Kongress und unter Einfluss des Zaren in den Rang eines Großherzogs erhoben. Zudem erfuhr das Großherzogtum eine beträchtliche Gebietserweiterung. Fortan durfte Prinzessin Marie den Titel Königliche Hoheit führen.

## Verhandlungen über die Hochzeit

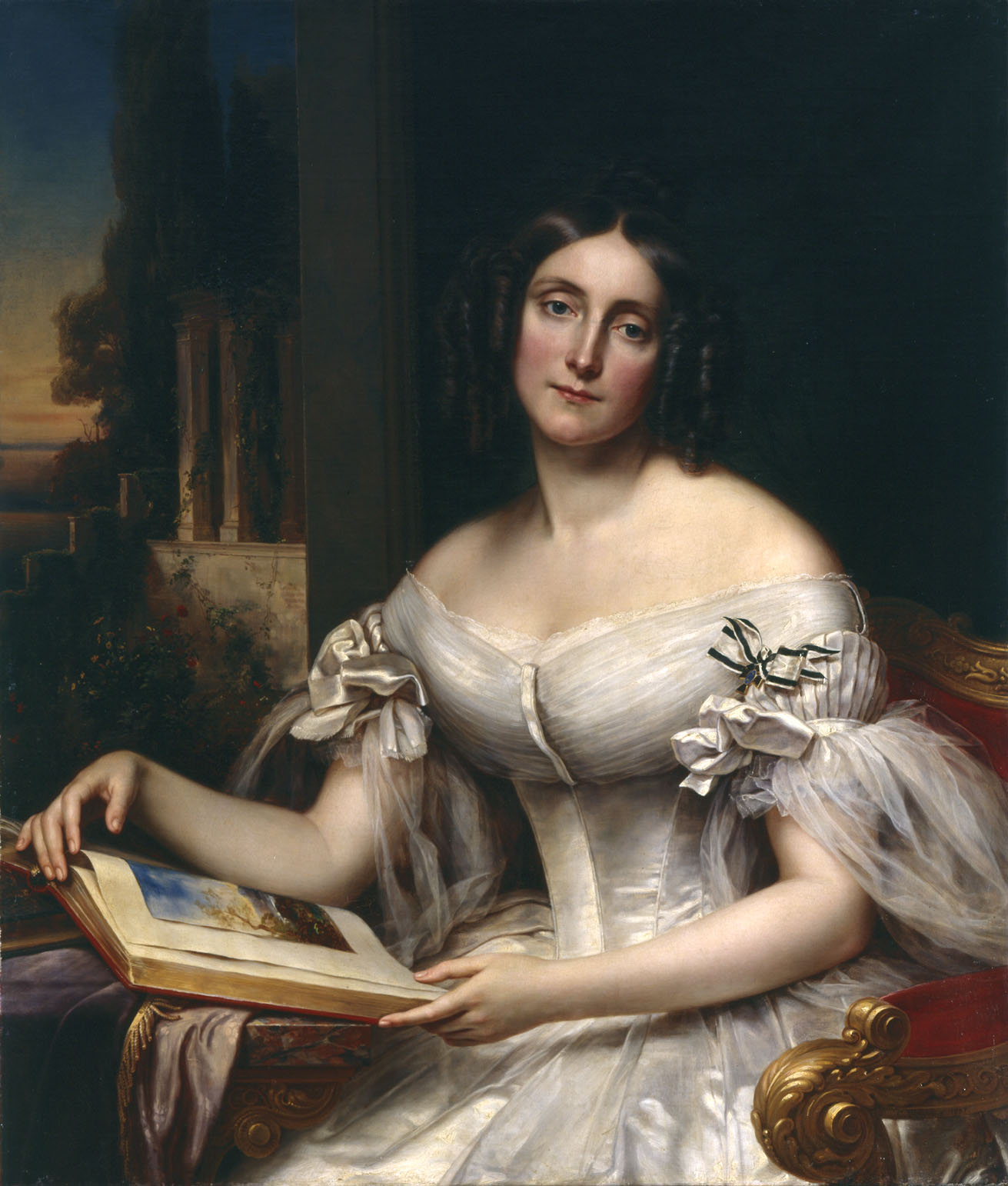
Marie von Sachsen-Weimar als Prinzessin von Preußen im Jahr 1843, Porträt von Friedrich Droege

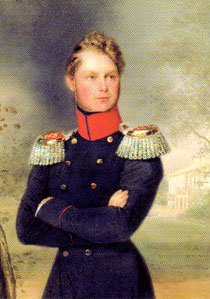
Carl von Preußen in der Uniform eines Obersten des 12. Infanterieregiments

Marie war sechzehn Jahre alt, als sie 1824 in Frankfurt an der Oder erstmals ihrem späteren Mann, dem Prinzen Carl von Preußen, begegnete. Er war der dritte Sohn von König Friedrich Wilhelm III. von Preußen und Königin Luise, geborene Prinzessin von Mecklenburg-Strelitz.
Erbgroßherzogin Maria Pawlowna war mit ihren beiden Töchtern auf dem Weg nach Russland und traf sich in Frankfurt mit ihrem Bruder, dem Großfürsten Nikolaus und dessen Gemahlin Charlotte. Dort wurden sie von den Prinzenbrüdern Wilhelm und Carl in Vertretung des preußischen Königs begrüßt. Bei diesem Treffen verliebte sich Prinz Carl in Marie, sein älterer Bruder, der spätere Kaiser Wilhelm I., war zu diesem Zeitpunkt noch heftig in die polnische Prinzessin Elisa Radziwill verliebt.
Als König Friedrich Wilhelm III. von den Heiratsabsichten seines Sohnes erfuhr, setzte er sich umgehend mit den Höfen in Sankt Petersburg und Weimar in Verbindung, wo jedoch weder von der Zarinmutter Maria Fjodorowna, die weiterhin die Autorität in Familienangelegenheiten verkörperte, noch von der Mutter der Angebeteten, der Erbgroßherzogin Maria Pawlowna, die erhoffte Resonanz erfolgte. In beiden Residenzen wünschte man Marie für einen Thronfolger eines wenn auch kleineren Hauses aufzusparen.
Von russischer Seite wurde schließlich eine Verbindung des Prinzen Wilhelm mit Marie sowie des Prinzen Carl mit der jüngeren Augusta erwogen, was altersmäßig besser zusammengepasst und den Weimarer Hof sicherlich sofort zufriedengestellt hätte. König Friedrich Wilhelm konnte jedoch diesen Absichten, die völlig gegen die Empfindungen seines Sohnes Carl gerichtet waren, nichts abgewinnen.
Über zwei Jahre zogen sich die Verhandlungen bereits hin, bis es schließlich der Zarinmutter Maria Fjodorowna gelang, ihre Tochter umzustimmen. Die Eltern der Braut waren nun beide bereit, der Heirat Maries mit Carl zuzustimmen, ohne Forderungen an Prinz Wilhelm zu stellen.

## Heirat
Am 26. Mai 1827 heirateten Prinzessin Marie und Prinz Carl von Preußen in Charlottenburg bei Berlin. Das Glück der beiden, die so lange als Zankapfel dynastischer Interessen gedient hatten, wurde zehn Monate nach der Hochzeit mit der Geburt des Sohnes Friedrich Karl vollkommen. Carls Bruder Wilhelm und Maries Schwester Augusta beugten sich dem dynastischen Druck und schlossen zwei Jahre später die Ehe. Im Gegensatz zur Liebesheirat Carls und Maries wurde diese Vernunftehe keine glückliche.

## Leben in Berlin und Glienicke

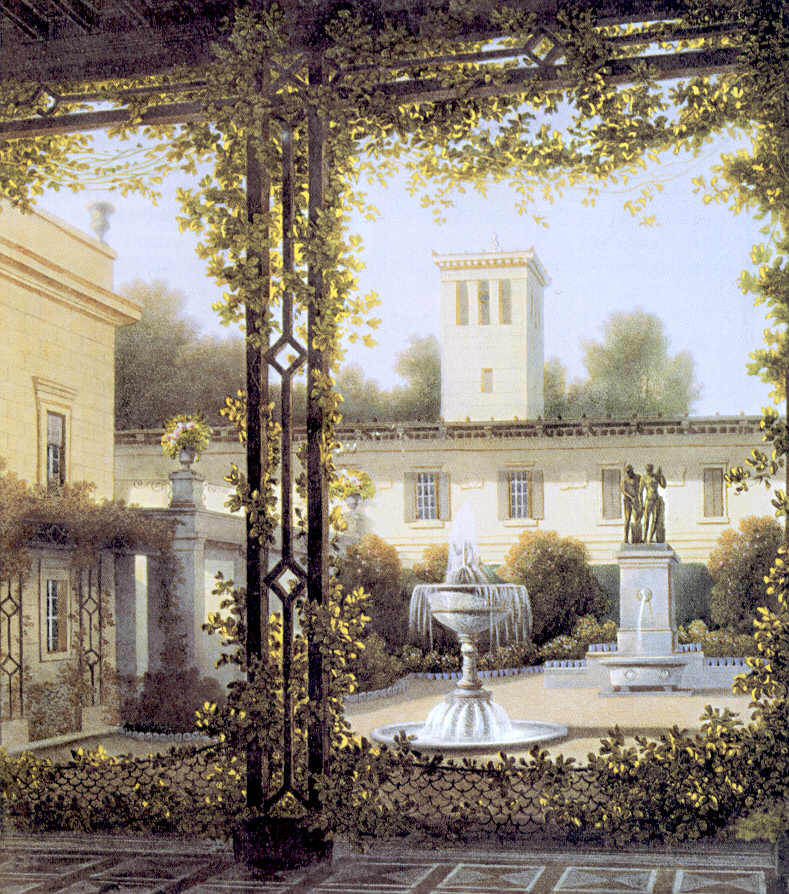
Der Gartenhof in Glienicke. Gemälde von August C. Haun nach Wilhelm Schirmer, 1837

Ab 1829 lebte die junge Familie in ihrer Winterresidenz im Palais Prinz Carl in Berlin am Wilhelmplatz Nr. 8–9, das nach Plänen von Karl Friedrich Schinkel umgebaut worden war. Bereits im Jahre 1824 hatte Prinz Carl ein im heutigen Volkspark Glienicke gelegenes Landhaus erworben und ließ dieses bis zum Jahre 1826 durch Karl Friedrich Schinkel zum Schloss Glienicke umbauen, das für ihn und seine Gemahlin zum bevorzugten Aufenthaltsort wurde. Ein Casino und die Kleine Neugierde folgten, letzteres Gebäude ließ Carl mit antiken Mosaiken aus Karthago auslegen. Im Jahre 1835 wurde die Rotunde Große Neugierde errichtet und der Park in Glienicke in den Folgejahren konsequent ausgebaut.

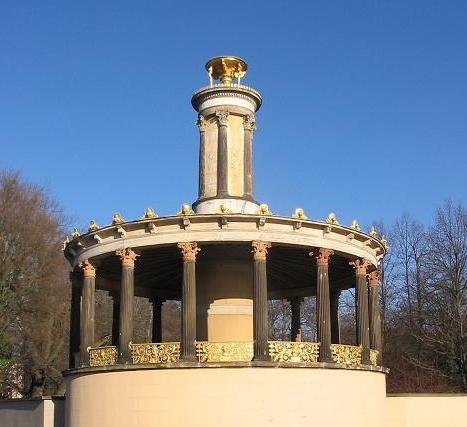
Große Neugierde im Volkspark Glienicke

Im Jahre 1859 kaufte Prinz Carl das Glienicker Jagdschloss für seinen Sohn, den Prinzen Friedrich Karl von Preußen.
In Anerkennung der Verdienste des 1. Westfälischen Feldartillerie-Regiments Nr. 7 im Feldzug von 1864 ernannte König Wilhelm I. am 7. Dezember 1865 seine Schwägerin Prinzessin Marie zum Chef des Regiments. Sie war die Mutter von Friedrich Karl von Preußen, der 1864 als General der Kavallerie den Oberbefehl über die preußischen Truppen in Schleswig-Holstein hatte, am 18. April 1864 unter Beteiligung von Batterien des Regiments die Düppeler Schanzen erstürmte und damit im Deutsch-Dänischen Krieg den entscheidenden Sieg für Preußen und Österreich errang.
1877 starb Prinzessin Marie im Alter von 69 Jahren. Prinz Carl ließ eine Gruft unter der Kirche St. Peter und Paul in Wannsee nahe der Pfaueninsel anlegen, wo er selbst in der Nacht vom 24. zum 25. Januar 1883 neben Prinzessin Marie bestattet wurde.
Später fanden dort auch ihr Sohn Prinz Friedrich Karl und dessen Ehefrau Prinzessin Maria Anna ihre letzte Ruhestätte.

## Erinnerung
Die Prinzessinnentrift wurde als Weg in Cuxhaven-Döse nach ihr benannt, da sie hier 1835 eine Kur machte.

## Nachkommen
Aus der am 26. Mai 1827 geschlossenen Ehe von Prinzessin Marie und Prinz Carl von Preußen gingen drei Kinder hervor:
- Friedrich Karl von Preußen (1828–1885), preußischer Generalfeldmarschall ⚭ 1854 Marie Anne Prinzessin von Anhalt-Dessau (1837–1906), Tochter von Herzog Leopold IV. von Anhalt-Dessau
- Marie Luise Anna von Preußen (1829–1901) ⚭ 1854–1861 Landgraf Alexis von Hessen-Philippsthal-Barchfeld (1829–1905) 
Sie erwarb 1873 das Schloss Montfort und nutzte es bis zu ihrem Tod vor allem im Sommer als Wohnsitz am Bodensee.
- Marie Anna Friederike von Preußen (1836–1918) ⚭ 1853 Landgraf Friedrich Wilhelm von Hessen-Kassel-Rumpenheim (1820–1884)